# Antonio di Neri Barili
Antonio di Neri Barili oppure Antonio di Neri Barile (Siena, 12 agosto 1453 – Siena, 1517) è stato uno scultore, architetto e intagliatore italiano.

## Biografia

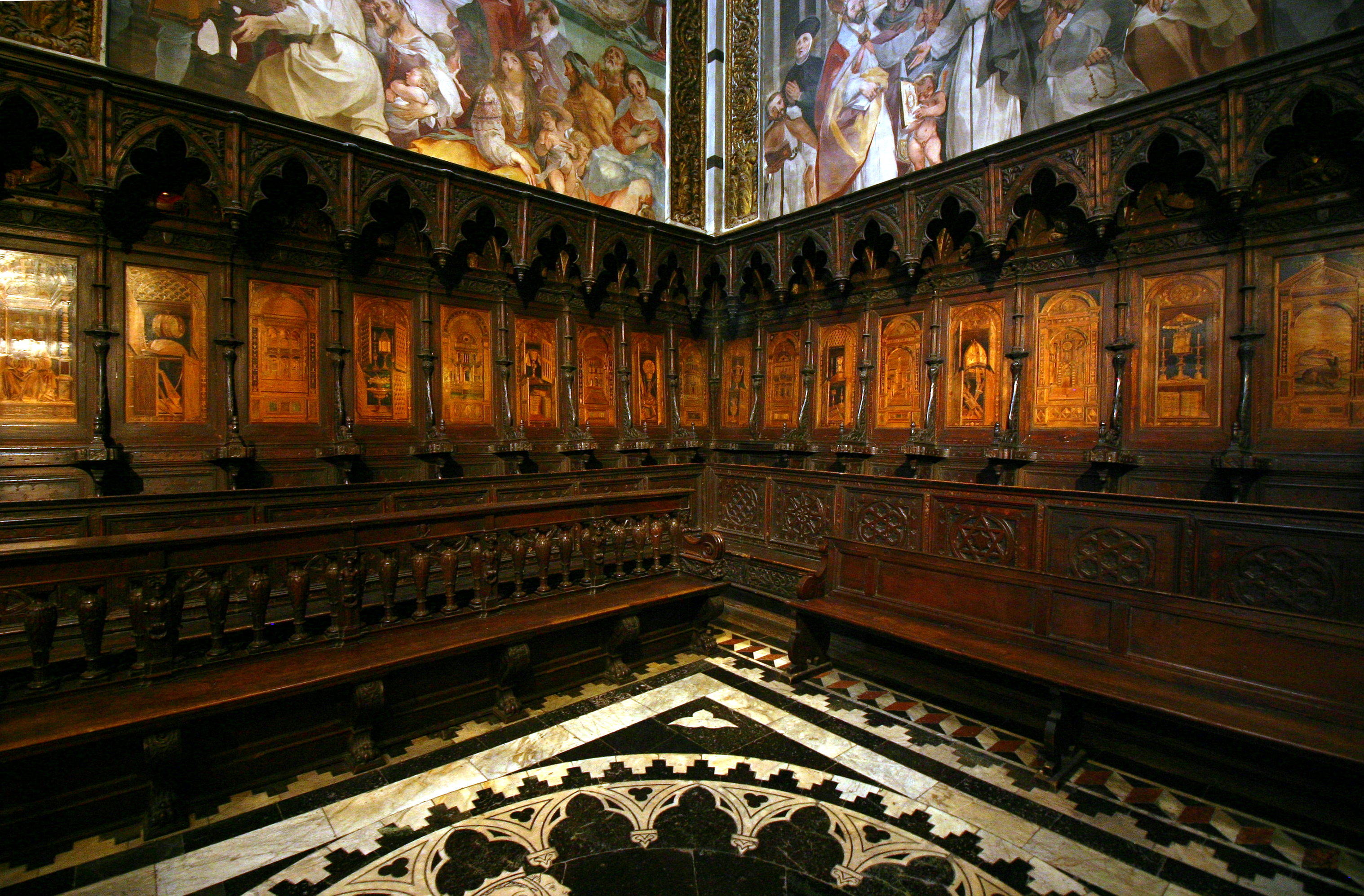
Particolare del coro ligneo del duomo di Siena

Barili nacque a Siena il 12 agosto 1453.
Non si posseggono molte informazioni biografiche riguardanti la sua vita privata.
I documenti storici attestano che sposò Maddalena del Rosso, dalla quale ebbe quattro figli.
Come architetto restaurò i ponti di Buonconvento (1484) e di Macereto; diede disegni e modelli di fortificazioni contro Valiano (1498-1500) e per Talamone, nel 1503.
Aderente alle tendenze della contemporanea scultura senese che faceva capo a Francesco di Giorgio Martini e al Vecchietta, intrise i suoi lavori con gli elementi più pregevoli del Rinascimento; eseguì numerosi lavori con la collaborazione del nipote Giovanni Barili e di Giovanni di Pietro Castelnuovo, e i suoi allievi seguirono il suo stile oltre la metà del XVI secolo.
Il suo esordio di scultura in legno, d'intaglio e di tarsia fu il coro nella cappella di San Giovanni nel duomo di Siena (1483-1502). Di quest'opera sono conservati solamente 7 pannelli, rispetto ai 19 originari, nella collegiata dei Santi Quirico e Giulitta di San Quirico d'Orcia, e una formella al Museo d'arti e d'industrie di Vienna, col suo autoritratto intarsiato.
E per il duomo eseguì nel 1496 i banchi della corale della cappella Piccolomini, nel 1506 ultimò gli stalli del coro, negli anni 1509 e 1510 intagliò l'organo della sagrestia e la cantoria a destra dell'abside, con l'aiuto d'allievi e del nipote.
Nel primo piano del palazzo Chigi-Piccolomini alla Postierla sono esposti del Barili nove stupendi pilastri provenienti dalla decorazione lignea nel 1511 per il palazzo di Pandolfo Petrucci. Nel palazzo della Signoria, si conserva del Barili un magnifico cofano intagliato e dorato con la decorazione della lupa coi gemelli. Si attribuiscono al Barili gli armadi della sagrestia dell'Osservanza (1497).
Oltre a queste opere si possono menzionare le sculture per la certosa di Maggiano e per il chiostro del Santuccio di Siena.
Il nipote del Barili, Giovanni, nato nella seconda metà del XV secolo, fu allievo dello zio e suo collaboratore nel coro (1506) e nella cantoria (1510) del duomo di Siena. A Roma ricevette la carica di maestro del modello di legname per la basilica di San Pietro in Vaticano, e gli fu affidato da Raffaello Sanzio il lavoro delle finestre, porte e impalcature nelle Stanze di Raffaello nei Musei Vaticani.
Rientrato a Siena visse fino al 1531.

## Opere
- Ponti di Buonconvento e di Macereto (1484);
- Fortificazioni per Talamone (1503);
- Duomo di Siena:
  - Coro nella cappella di San Giovanni nel duomo di Siena (1483-1502);
  - Banchi della libreria Piccolomini (1496);
  - Armadi della sagrestia dell'Osservanza (1497);
  - Stalli del coro (1506);
  - Organo della sagrestia e la cantoria a destra dell'abside (1509-1510);
- Sculture per la certosa di Maggiano (1511) e per il chiostro del Santuccio di Siena (1511).